# جوزيه فيراز
جوزيه فيراز (13 أغسطس 1949 بالبرتغال - ) هو مدرب كرة قدم ولاعب كرة قدم برتغالي في مركز الوسط. لعب مع نادي ماشاكويني ‏ وسالجويروس ‏ وVVA/Spartaan ‏.

## وصلات خارجية
- جوزيه فيراز على موقع عالم كرة القدم.نت (الإنجليزية)